# Rampa de l'Argue d'Almatret
La Rampa de l'Argue d'Almatret és una obra d'Almatret (Segrià) inclosa a l'Inventari del Patrimoni Arquitectònic de Catalunya.

## Descripció
Un argue és una màquina per moure o alçar grans pesos, consistent en un torn de tambor vertical sobre el qual s’enrotlla un cable o corda. A la mina s'emprava per transportar vagons, al llarg d'una rampa inclinada.
Aquesta rampa està construïda amb pedra escairada i morter. La seva longitud és d'uns 100m de llargària x 3 d'amplària x 3 d'altura.